# Regole (singolo)
Regole è un singolo della cantautrice italiana Lil Jolie, in collaborazione con il rapper italiano Carl Brave, pubblicato il 30 aprile 2021 come secondo estratto dal primo EP Bambina.

## Descrizione
Il brano, scritto da entrambi gli artisti con Valentina Sanseverino, in arte Vale LP, è prodotto da Giorgio Pesenti, in arte Okgiorgio.

## Video musicale
Il video musicale, diretto da Andrea Losa e Lorenzo Invernici, è stato pubblicato il 4 maggio 2021 attraverso il canale YouTube della Warner Music Italy.

## Tracce
Testi di Angela Ciancio, Carlo Luigi Coraggio e Valentina Sanseverino, musiche di Giorgio Pesenti.
1. Regole (feat. Carl Brave) – 3:03